# Карл Густав фон Бернек
Карл Густав фон Бернек (нім. Karl Gustav von Berneck); 28 жовтня 1803, Кірхгайн (Kirchhain), (Саксонія) — 6 липня 1871, Берлін — німецький письменник, писав під псевдонімом Berndt von Guseck.

## Біографія
Карл Густав фон Бернек народився у колишній області Нижня Лужиця, тепер в складі Саксонії. Отримавши приватну освіту у Дрездені, у 1817 р. поступив до кадетського корпусу у Берліні, звідки через три роки вийшов кавалерійським офіцером і поступив на службу. З 1823 по 1826 рр. навчався у загальновійськовій школі у Берліні і присвятив себе вивченню історії та іноземних мов, чим займався і під час казарменого життя. У 1839 зайняв посаду вчителя історії дивізійній школі у  Франкфурті-на-Одері. У 1845 р. отримав звання ротмістра і у 1848 році став членом Вищої військової екзаменаційної комісії, а також вчителем історії, тактики, військового мистецтва в артилерійській і інженерній школах Берліна. В останньому закладі він став професором математики і отримав звання майора у 1856 р. У відставку вийшов через шість років і помер у Берліні. В основі літературної творчості, яку почав з тридцятих років 19-го ст., лежали історичні події, але без провідної ідеї його твори не мали довгого життя.